# باتادا
باتادا، (بالإنجليزية: Pattada)‏، (سردينيا: Patàda ، Pathàda) هي بلدية في مقاطعة ساساري في منطقة سردينيا الإيطالية، وتقع على بعد حوالي 150 كم (93 ميل) إلى الشمال من كالياري، وحوالي 50 كم (31 ميل) جنوب شرق ساساري.

## السكان
في سنة 1861 بلغ عدد السكان 3٬580 نسمة، وتطور العدد ليصل في سنة 2011 لـ 3٬253 نسمة.
يظهر هذا المخطط البياني تطور النمو السكاني لـ باتادا